# Reseda pruinosa
Reseda pruinosa är en resedaväxtart som beskrevs av Alire Raffeneau Delile. Reseda pruinosa ingår i släktet resedor, och familjen resedaväxter. Utöver nominatformen finns också underarten R. p. nutans.